# Bahnstrecke Bretleben–Sondershausen
| Streckennummer (DB): | 6725                 |                                  |                                  |
| Kursbuchstrecke (DB): | 593                  |                                  |                                  |
| Kursbuchstrecke: | 159 (1934)           |                                  |                                  |
| Streckenlänge: | 30,9 km              |                                  |                                  |
| Spurweite: | 1435 mm (Normalspur) |                                  |                                  |
| Streckengeschwindigkeit: | 30 km/h              |                                  |                                  |
| |                      |                                  |                                  |
| \| \| \| von Sangerhausen \| \| \| \| 0,0 \| Bretleben \| Bretleben \| \| \| \| nach Erfurt \| \| \| \| \| Unstrut \| \| \| \| \| Flutgraben (Unstrut) \| \| \| \| 4,0 \| Esperstedt (Kyffh) ehem. Bahnhof \| Esperstedt (Kyffh) ehem. Bahnhof \| \| \| \| nach Oldisleben \| \| \| \| \| Flutgraben (Unstrut) \| \| \| \| 10,5 \| Bad Frankenhausen (Kyffh) \| Bad Frankenhausen (Kyffh) \| \| \| 14,5 \| Rottleben \| Rottleben \| \| \| 17,8 \| Göllingen (Kyffh) \| Göllingen (Kyffh) \| \| \| 20,5 \| Hachelbich \| Hachelbich \| \| \| 23,8 \| Berka (Wipper) \| Berka (Wipper) \| \| \| \| Wipper \| \| \| \| 26,5 \| Sondershausen-Jecha \| Sondershausen-Jecha \| \| \| 28,4 \| Sondershausen Süd \| Sondershausen Süd \| \| \| \| von Erfurt \| \| \| \| 30,9 \| Sondershausen \| Sondershausen \| \| \| \| nach Wolkramshausen \| \| |                      |                                  |                                  |
| Strecke |                      | von Sangerhausen                 | von Sangerhausen                 |
| Bahnhof | 0,0                  | Bretleben                        | Bretleben                        |
| Abzweig ehemals geradeaus und nach links |                      | nach Erfurt                      | nach Erfurt                      |
| Brücke über Wasserlauf (Strecke außer Betrieb) |                      | Unstrut                          | Unstrut                          |
| Brücke über Wasserlauf (Strecke außer Betrieb) |                      | Flutgraben (Unstrut)             | Flutgraben (Unstrut)             |
| Haltepunkt / Haltestelle (Strecke außer Betrieb) | 4,0                  | Esperstedt (Kyffh) ehem. Bahnhof | Esperstedt (Kyffh) ehem. Bahnhof |
| Abzweig geradeaus und nach links (Strecke außer Betrieb) |                      | nach Oldisleben                  | nach Oldisleben                  |
| Brücke über Wasserlauf (Strecke außer Betrieb) |                      | Flutgraben (Unstrut)             | Flutgraben (Unstrut)             |
| Bahnhof (Strecke außer Betrieb) | 10,5                 | Bad Frankenhausen (Kyffh)        | Bad Frankenhausen (Kyffh)        |
| Haltepunkt / Haltestelle (Strecke außer Betrieb) | 14,5                 | Rottleben                        | Rottleben                        |
| Haltepunkt / Haltestelle (Strecke außer Betrieb) | 17,8                 | Göllingen (Kyffh)                | Göllingen (Kyffh)                |
| Haltepunkt / Haltestelle (Strecke außer Betrieb) | 20,5                 | Hachelbich                       | Hachelbich                       |
| Bahnhof (Strecke außer Betrieb) | 23,8                 | Berka (Wipper)                   | Berka (Wipper)                   |
| Brücke über Wasserlauf (Strecke außer Betrieb) |                      | Wipper                           | Wipper                           |
| Bahnhof (Strecke außer Betrieb) | 26,5                 | Sondershausen-Jecha              | Sondershausen-Jecha              |
| Haltepunkt / Haltestelle (Strecke außer Betrieb) | 28,4                 | Sondershausen Süd                | Sondershausen Süd                |
| Abzweig ehemals geradeaus und von links |                      | von Erfurt                       | von Erfurt                       |
| Bahnhof | 30,9                 | Sondershausen                    | Sondershausen                    |
| Strecke |                      | nach Wolkramshausen              | nach Wolkramshausen              |

Die Bahnstrecke Bretleben–Sondershausen, auch Kyffhäuserbahn, ist eine Nebenbahn in Thüringen. Sie verband zwischen den Höhenzügen des Kyffhäuser und der Hainleite im Norden Thüringens die Hauptstrecken Sangerhausen–Erfurt und Nordhausen–Erfurt. Auf dem westlichen Teil der Trasse befindet sich heute ein Bahnradweg.

## Streckenbeschreibung
Die Bahnstrecke ist 30,9 Kilometer lang. Sie begann im ehemals preußischen Bahnhof Bretleben, führte dann in das Fürstentum Schwarzburg-Rudolstadt, zu dem auch die Kurstadt Bad Frankenhausen gehörte. Ab Hachelbich durchfuhr sie das ehemalige Fürstentum Schwarzburg-Sondershausen bis zu dessen früherer Landeshauptstadt.
Sie verläuft zunächst Richtung Westen durch die Diamantene Aue und am südlichen Stadtrand von Bad Frankenhausen entlang. Hinter Rottleben wendet sich die Strecke nach Südwesten und erreicht – zwischen Windleite im Norden und Hainleite im Süden – das Tal der Wipper, dem sie bis Jecha folgt. Während die Strecke links des Flusses verläuft, liegen die Orte Göllingen, Hachelbich und Berka rechts, weshalb die Bahnhöfe außerhalb der Orte lagen. Südlich der Sondershäuser Altstadt verläuft sie teilweise in Einschnitten und mündet nach einem Bogen Richtung Norden in den Bahnhof Sondershausen ein.

## Geschichte
Die Kyffhäuserbahn wurde von den Preußischen Staatseisenbahnen am 4. Juli 1894 von Bretleben bis Frankenhausen eröffnet und am 1. Oktober 1898 bis Sondershausen verlängert. In Esperstedt zweigte seit 1907 die 1994 stillgelegte nach Herrmann Bachstein benannte Bachstein-Bahn nach Oldisleben ab.
Der SPNV wurde zum Fahrplanwechsel 2006/2007 vom Land (Nahverkehrsservicegesellschaft Thüringen) abbestellt. Auch der Güterverkehr wurde 2006 eingestellt. Zuvor war DB Netz mehrfach vor Gericht mit dem Versuch gescheitert, eine Streckenstilllegung durchzusetzen. 2008 schloss die Deutsche Regionaleisenbahn GmbH (DRE) einen Pachtvertrag für die Strecke ab. Am 29. September 2008 genehmigte das Eisenbahnbundesamt die Stilllegung zwischen Bretleben und Sondershausen-Jecha und am 18. Januar 2013 auch für den anschließenden Abschnitt bis Sondershausen.

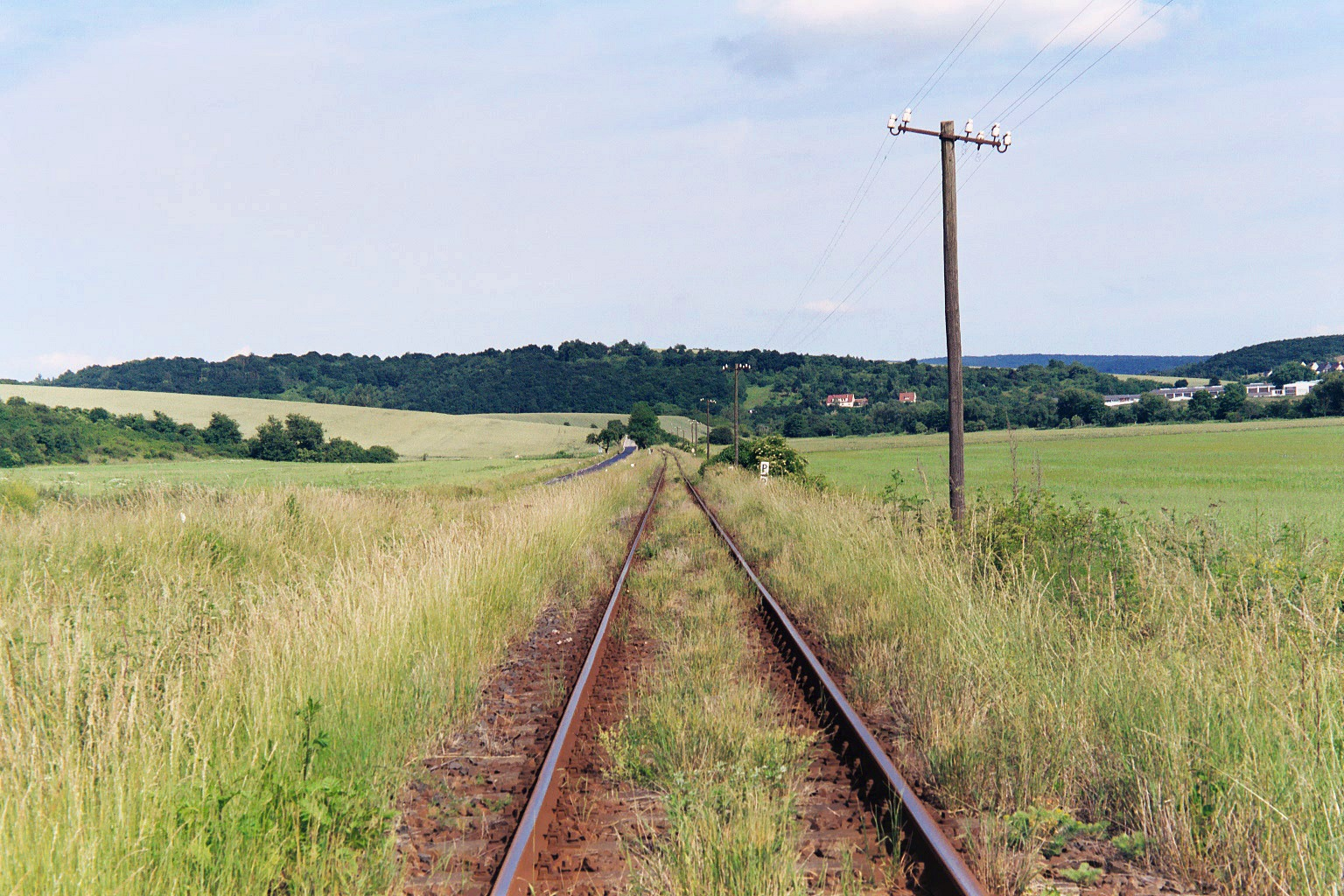
Strecke der Kyffhäuserbahn zwischen Hachelbich und Göllingen im Juli 2003

Auf einer vom Deutschen Bahnkunden-Verband (DBV) am 28. April 2009 organisierten Regionalkonferenz zur weiteren Zukunft der Strecke zeigte sich, dass außer von Seiten der Stadt Bad Frankenhausen kaum ein Interesse an der Bahn besteht. Der DBV sah jedoch Chancen, insbesondere den Freistaat Thüringen als Finanzier zu gewinnen. Auf einer weiteren Regionalkonferenz am 29. September 2009 wurde von der DRE eine Streckenreaktivierung auf dem Abschnitt Bretleben–Bad Frankenhausen für 2010 in Aussicht gestellt. Die hohen Kosten für die Streckensanierung sollen zum großen Teil durch den Güterverkehr aufgebracht werden. Interessenten hierbei sind die Bundeswehr in Bad Frankenhausen (Panzerverladung) und ein Kieswerk in Oldisleben am Endpunkt der Bahnstrecke Esperstedt–Oldisleben, das jährlich bis zu 100.000 Tonnen Baumaterial auf die Schiene verlagern könnte.
Auf einem Bürgerforum zur Zukunft der Kyffhäuserbahn in Sondershausen im September 2011 wurde erneut eine mögliche Reaktivierung der Strecke diskutiert, wobei von den Beteiligten nur für den Streckenabschnitt Bad Frankenhausen–Bretleben eine Realisierungschance gesehen wurde. Zur Kostensenkung schlug die Streckenpächterin DRE die Anwendung des Schmiedeberger Modells des Deutschen Bahnkundenverbands vor, das einen an die Nachfrage angepassten Verkehr unter Einbeziehung regionaler Busunternehmen vorsieht.
Der Streckenabschnitt Sondershausen–Bad Frankenhausen wurde von der DRE an den Eigentümer DB Netz zurückgegeben, der Ende November 2012 die Entwidmung beantragte. Daraufhin kaufte der Kyffhäuserkreis im April 2013 diese Teilstrecke, da er die Trasse für den Weiterbau des Unstrut-Werra-Radwegs nutzen möchte. Im Bahnhof Bad Frankenhausen befindet sich in Richtung Sondershausen kurz vor den Einfahrsignalen ein Prellbock, das Streckengleis Richtung Bretleben liegt noch. Von Sondershausen bis Bad Frankenhausen ist die Strecke komplett abgebaut und zwischen Berka/Wipper und Hachelbich (ab Hachelbich bis Göllingen verläuft der Radweg auf der alten Ortsverbindungsstraße parallel zum ehemaligen Gleiskörper) sowie zwischen Göllingen und Rottleben als Radweg asphaltiert.
Die Bundeswehr, die seit 2014 für die Bahnverladung der Panzer der Bad Frankenhauser Kyffhäuser-Kaserne die Rampen im 20 Kilometer entfernten Sondershausen nutzt, wollte für die bis 2022 geplante Sanierung der Strecke von Bretleben nach Bad Frankenhausen einen Zuschuss von 6,8 Millionen Euro gewähren, um die Panzerverladung wieder vor Ort durchführen zu können. Jedoch wurden die für 2021 geplanten Bauarbeiten auf unbestimmte Zeit verschoben, da durch den notwendigen Neubau der Unstrutbrücke die Kosten auf circa 30 Millionen Euro gestiegen sind und die Bundeswehr deswegen die Entscheidung über die Reaktivierung verschiebt.

## Fahrzeugeinsatz
Auf der Kyffhäuserbahn waren in den 1970er Jahren Dampflokomotiven der Baureihen 44 und 86 mit dampfbeheizten Reko-Wagen der Bauarten Baage (zweiachsig) und Bage und Bagtre (dreiachsig) im Einsatz. Sie wurden später im Zuge des Traktionswechsels mit Diesellokomotiven der DR-Baureihe V 100 bespannt. Den Ba(a)g-wagen folgten vierachsige Personenwagen der Bauart Bghw, wieder von Baureihe 110/112 und später auch wegen der maximal zulässigen Achslast von 19 Tonnen von der sechsachsigen Baureihe 118 gezogen. Nach dem Zusammengang beider deutschen Bahngesellschaften fuhren nur noch Leichttriebwagen der Baureihe 772, so genannte Ferkeltaxen oder Blutblasen, im Personenverkehr. Zuletzt wurden sie von Triebwagen der Baureihe 642 (Desiro) ersetzt. Gelegentlich wurde der Desiro von der Baureihe 641 vertreten.

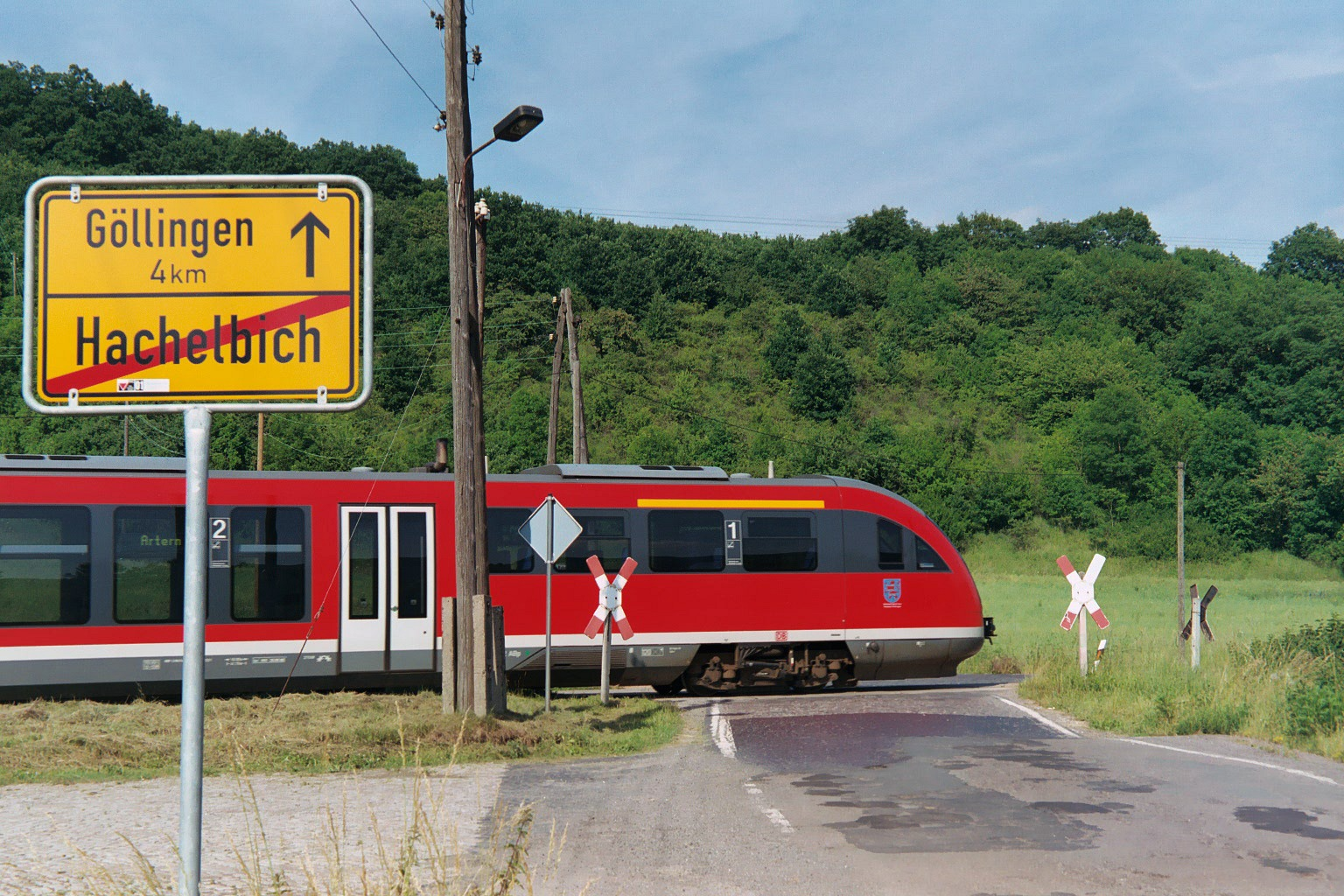
Triebwagen der DB-Baureihe 642 fährt am Haltepunkt Hachelbich in Richtung Artern ab, Juli 2003

Der später zurückgebaute Abzweig zur NVA-Kaserne Robert Uhrig in Bad Frankenhausen wurde von der DR-Baureihe V 60 zwecks Versorgung mit Kohle bedient. Auch die DR-Baureihe 102.1 wurde auf der Kyffhäuserbahn eingesetzt. Im Bahnhof Sondershausen war eine Kleinlokomotive der Baureihe Kö II stationiert, für Bahndienstzwecke kamen SKL 24 „Schöneweide“ zum Einsatz.
Die Panzertransportzüge der Bundeswehr bestanden aus Flachwagen der Bauart Samms und ein bis zwei Abteilwagen. Sie wurden von Großdiesellokomotiven der Baureihe 232 zwischen Bad Frankenhausen und Bretleben befördert.